# Mã Dục Chân
Mã Dục Chân giản thể: 马毓真, bính âm: Mǎ Yùzhēn) là một nhà ngoại giao Trung Quốc. Ông sinh vào tháng 9 năm 1934 và là người tỉnh Sơn Đông

## Tiểu sử
- 1954-1963 Thư ký Ty Thông tin Bộ Ngoại giao Cộng hòa Nhân dân Trung Hoa.
- 1963-1969 Tùy viên Đại sứ quán Trung Quốc tại Liên bang Myanmar, Bí thư thứ ba.
- 1969-1980 Phó trưởng ty Thông tin Bộ Ngoại giao, trưởng ty.
- 1980-1984 Bí thư thứ nhất Đại sứ quán Trung Quốc tại Ghana, Tham tán.
- 1984-1988 Trưởng Văn phòng Thông tin Bộ Ngoại giao, phát ngôn viên Bộ Ngoại giao Cộng hòa Nhân dân Trung Hoa.
- 1988-1991 Tổng Lãnh sự tại Los Angeles, Hoa Kỳ.
- 1991-1995 Đại sứ đặc mệnh toàn quyền tại Anh Quốc.
- 1995-1997 Phó Giám đốc Ủy ban Thông tin Quốc vụ viện.
- 1997-2001 Ủy viên của Phái đoàn Bộ Ngoại giao tại Hồng Kông
- 2001-2004 Đại sứ Bộ Ngoại giao
- Ông là đại biểu Hội nghị Hiệp thương Chính trị Nhân dân Trung Quốc lần thứ IX.

Ông đã kết hôn và có một con trai và một con gái